# Арму
̀Арму (на гръцки: Άρμου) е село в Кипър, окръг Пафос. Според статистическата служба на Република Кипър през 2001 г. селото има 600 жители.
Намира се на 4 км югоизточно от Месоги и е с панорамна гледка към Пафос. Църквата „Агия Варвара“ е единственият християнски храм в селото.